# Fontaine (Agam)
Pour les articles homonymes, voir Fontaine.
Fontaine (ou Fontaine d'Agam) est une installation de Yaacov Agam. C'est l'une des œuvres d'art de la Défense, en France.

## Description
La Fontaine est située vers le milieu de l'esplanade de la Défense, à cheval sur les territoires des communes de Courbevoie et de Puteaux, sur le trajet de l'axe historique.
L'œuvre est constituée d'un bassin rectangulaire de 57 m par 26, recouvert d'émaux de différentes couleurs. Le bassin se vide à l'une de ses extrémités par un déversoir, formant une cascade. Il est alimenté par 66 jets d'eau autonomes, chacun éclairé par ses propres projecteurs.

## Historique
L'œuvre est inaugurée en 1977.